# 야마사토촌 (후쿠시마현)
야마사토촌(山郷村)은 후쿠시마현 야마군에 있던 촌이다. 현재의 기타카타시에 해당한다.

## 역사
- 1889년 4월 1일 - 정촌제 시행에 의해 3촌의 구역을 가지고 성립하였다.
- 1955년 3월 31일 - 가와누마군 다카레테촌, 야마사토촌, 센사키촌과 합병해 가와누마군 다카사토촌이 성립하여, 동일 야마사토촌이 폐지되었다.

## 교통

### 철도
- 일본국유철도
  - 스이군선

## 참고문헌
- 角川日本地名大辞典 7 福島県